# Ибрахим Ибрахими
Ибрахим Ибрахими (на македонска литературна норма: Ибрахим Ибрахими; на албански: Ibrahim Ibrahimi) е политик от Северна Македония от албански произход.

## Биография
Роден е на 24 юни 1967 г. в Гостивар. Завършва Икономическия факултет на Скопския университет. Допълнително е учил в Университета за дипломация в Малта и в Университета за Югоизточна Европа в Тетово. От 2000 до 2001 г. е началник на счетоводство във фирма Фатина. Между 2001 и 2004 г. е програмен координатор на проект Ромаверзитас на Фондация „Отворено общество“ в Македония. От 2007 до 2008 г. е съветник в Министерството на труда и социалната политика. В периода 2008 – 2011 г. е заместник-министър на правосъдието. На 29 юли 2011 г. става заместник-министър на труда и социалната политика, а от 29 декември 2016 г. министър на труда и социалната политика в правителството на Емил Димитриев.